# 송원화동사합편강목 목판
송원화동사합편강목 목판(宋元華東史合編綱目 木板)은 충청북도 제천시 봉양읍 공전리, 제천 자양영당에 있는 조선시대의 목판이다. 1976년 12월 21일 충청북도의 유형문화재 제37호로 지정되었다.

## 개요
이 판본은 1906년 화서 이항로(1792∼1868)의 제자인 김평묵과 유중교가 중국 송·원시대의 전적과 고려시대의 전적을 모아 기록한 『삼강오륜』의 강목으로서, 올바른 예의와 아름다운 풍속을 국민에게 가르치기 위해 제작한 것이다. 판본의 크기는 가로 33cm, 세로 21cm로 총 3,300매가 보관되어 있다.
이항로는 조선 후기의 덕망 높은 성리학자로 고종이 재위할 때 장원서 별제, 전라도도사를 거쳐 공조참판의 벼슬을 하였다.

## 같이 보기
- 제천 자양영당 (충청북도 기념물 제37호)

## 참고 자료
- 송원화동사합편강목 목판 - 국가유산청 국가유산포털
- 자양영당 화동강목 판본 - 제천시 디지털제천문화대전